# 대의초등학교
대의초등학교는 대한민국 경상남도 의령군 대의면 마쌍리에 있는 공립 초등학교이다.

## 연혁
- 1931년 10월 1일 대의공립보통학교 개교
- 1938년 4월 1일 대의공립심상소학교로 개칭
- 1941년 4월 1일 대의공립국민학교로 개칭
- 1990년 3월 1일 천곡분교장 본교로 통합
- 1994년 3월 1일 모의분교장 본교로 통합
- 1996년 3월 1일 대의초등학교로 개칭
- 2008년 9월 1일 제30대 강경주 교장 부임
- 2015년 3월 1일 제33대 민득자 교장 부임
- 2016년 3월 1일 제34대 정선희 교장 부임
- 2017년 2월 17일 제78회 졸업장 수여식(졸업생 총수 2,662명)

## 상징
- 교화 - 자목련 : 그 기품과 화려함, 짙은 향기, 백목련과 다투어 피지 않고 천천히 피어 양보의 미덕을 보이면서도 자줏빛 용기와 자신감으로 활짝 웃는 자태는 대의 어린이도 '우리도 할 수 있다.'는 긍지와 자부심, 그리고 함양하고자 하는 넉넉하고 여유로운 품성을 상징
- 교목 - 은행나무 : 살아있는 화석으로서 지구와 함께한 역사가 가장 오래된 나무, 이 세상에 단 1종밖에 없는 유일한 나무, 활엽수를 닮은 듯 하면서도 침엽수로서의 독자성을 갖춘 나무로서 대의 어린이의 남다른 정체성과 역사와 그 전통성을 상징

## 참고 자료
- 대의초등학교 - 한국교육학술정보원 학교알리미